# انریکه پرالتا آزوردیا
انریکه پرالتا آزوردیا (انگلیسی: Enrique Peralta Azurdia; زاده ۱۷ ژوئن ۱۹۰۸ – درگذشته ۱۸ فوریهٔ ۱۹۹۷) سیاستمدار اهل گواتمالا بود. وی از ۳۱ مارس ۱۹۶۳ تا ۱ ژوئیه ۱۹۶۶ رئیس‌جمهور این کشور بود.
انریکه پرالتا آزوردیا در ۱۸ فوریه ۱۹۹۷، در سن ۸۸ سالگی درگذشت.